# パキスタン・ムスリム連盟カーイデ・アーザム派
パキスタン・ムスリム連盟カーイデ・アーザム派（ウルドゥー語: پاکستان مسلم لیگ ق、英語: Pakistan Muslim League (Quaid e Azam Group)、略称:PML-Q）はパキスタンの政党。カーイデ・アーザムとはパキスタンの国父ムハンマド・アリー・ジンナーを指す尊称。
2002年7月20日、パキスタン・ムスリム連盟ナワーズ・シャリーフ派から、ザファルッラー・カーン・ジャマーリー（のち首相）などパルヴェーズ・ムシャラフ大統領の軍事政権を支持するグループが分裂して結成し、与党としてムシャラフ政権を支えた。政策はシャリーフ派より中道寄りだと言われた。
しかし2007年からパキスタンで民主化運動が活発化し、ムシャラフ大統領に抵抗する一大運動に発展すると、ベーナズィール・ブットーの暗殺を経て行われた2008年のパキスタン下院総選挙で統一民族運動などと連携したものの大きく勢力を減退させ、野党に転落した。
2013年のパキスタン下院総選挙ではアースィフ・アリー・ザルダーリー大統領率いるパキスタン人民党と提携したものの、数議席しか得ることができず惨敗した。以降も1ケタ台の議席数に留まっている。
なお（この党に限らずパキスタンの「ムスリム連盟」を称する政党すべてが）国父ムハンマド・アリー・ジンナーらによる全インド・ムスリム連盟の後継政党を名乗っているが、同党は1958年のアイユーブ・ハーン（のち元帥）によるクーデターで解散に追い込まれているため、直接の関連性はない。